# Xeque Mate (a série)
Xeque Mate é uma websérie brasileira de suspense, ação e romance LGBTQ+, baseada livremente na obra da autora Evelin Sousa. A série é produzida pela produtora brasileira Ponto Ação e estrelada por Sofia Starling e Natália Rosa. Com direção de Natalie Smith e Priscilla Pugliese, a websérie foi lançada em 16 de maio de 2024 no YouTube.

## Sinopse
A websérie traz a história da delegada Giovanna Torres (Sofia Starling), e da misteriosa Maya Manoela (Natália Rosa). Giovanna é uma determinada delegada de polícia em Itaipava que sonha em ter sucesso na carreira policial. Quando surge a oportunidade de trabalhar no Rio de Janeiro, ela vai comemorar em um bar com amigas e conhece Maya, por quem se sente atraída logo de cara. A atração é reciproca e ambas acabam se envolvendo em uma noite replata de momentos prazerosos.
Semanas depois, após ir para o Rio com sua melhor amiga Larissa e assumir um grande caso envolvendo furtos milionários na empresa Enterprise, Giovanna descobre que Maya é, na verdade, esposa do grande empresário Christopher Collins (Lucca Pougy). Então se inícia um jogo perigoso, repleto de armadilhas. Uma disputa de poder, dinheiro e desejo. Nesse jogo, apenas um cairá. Quem terá a melhor estrategia? Quem dará o Xeque-Mate? Façam suas apostas, o jogo vai começar.

## Elenco e Personagens
- Sofia Starling como Giovanna Torres: Giovanna é a Coragem em pessoa, uma fortaleza da justiça. Não existe medo que a impeça de agir. É uma Delegada obstinada, dedicada, reconhecida, inteligente, justa e muito exigente. Tem um fascínio pelo universo investigativo desde criança; a carreira é a sua paixão e prioridade número um. Giovanna não se apaixona nem se envolve emocionalmente, mas tem um certo vício em se relacionar sexualmente. E acaba usando esse poder de sedução para conseguir o que quer.

- Natália Rosa como Maya Manoela: Maya é uma força da natureza. Ela tem tantas camadas, tanta profundidade. É um ser humano controverso, polêmico, com motivações questionáveis, mas ao mesmo tempo muito coerente dentro de sua causa, dentro de seus objetivos e dessa busca por reparação. A imoralidade dela não é de graça, e não se enxerga como vilã ou anti-heroína. Ela é uma heroína falha. Uma heroína humana.
- Lucca Pougy como Christopher Collins: Chris é um homem amargurado por suas próprias escolhas, perseguido pelos demônios do rumo que tomou. Abandonado quando criança, ele repetiu o que mais lhe causou dor na vida. Renegou sua ética para chegar aonde está e acredita que nada, nem ninguém, pode derrubá-lo. Um homem decidido e perseverante, que lida com seu império como quem lida com um filho. Para ele, tudo e todos têm um preço, e ele pode pagar qualquer valor. Ele vê em Maya uma ligação maternal de abrigo, mas trata-a como uma mulher deve ser tratada em sua mente machista e patriarcal. Um homem egocêntrico e narcisista que zela por sua imagem e sua honra.
- Marcele Nogueira como Larissa Dias: Larissa é uma pessoa solar, divertida e para cima. Ela é amiga, parceira, justa, inteligente, doida e leal. Tem resposta na ponta da língua, as tiradas mais divertidas e uma música tema para cada momento da vida. Adora fazer as pessoas sorrirem, e com ela não há tempo ruim. Ela está ao lado daqueles que ama até debaixo d’água. Quem a conhece, se apaixona e torce para se tornar amigo dela.
- Tati Duarte como Ana Clara: Ana uma mulher animada, alegre, espontânea e divertida, mas que esconde algo: um acontecimento do passado que deixou marcas profundas. Será possível seguir em frente na vida e esquecer uma dor que ainda machuca? Apesar disso, ela sempre traz um sorriso no rosto. Dedicada ao trabalho, competente e realizada na profissão, administra a Galeria de Arte junto com Maya, sua amiga fiel e parceira nos negócios e na diversão.
- Natalie Smith como Clarice: Clarice é uma secretária dedicada e muito competente no que se propõe a fazer. Trabalha com o Christopher há anos e conhece a empresa como ninguém, mas vê todos os seus esforços ameaçados quando se entrega a um romance perigoso com Giovanna.
- Maria Clara El-Bainy como Ágatha: Ágatha faz parte do quadro de policiais e atua no setor de crimes cibernéticos. É focada no trabalho e dedicada. Não fala muito de sua vida e tem poucas amigas. No entanto, quando se trata de outras pessoas, ela é bem observadora.
- Nil Mendonça como Pinheiro: Ela é uma jovem moradora de uma comunidade do Rio de Janeiro. Desde cedo, sua família sempre a incentivou a fazer um concurso público para a polícia militar, seguindo os passos de seu pai. Iniciou na delegacia como estagiária e vem se destacando a cada dia, sempre muito correta e buscando fazer o melhor. Larissa despertava em Pinheiro um sentimento muito genuíno, fazendo-a experimentar novas sensações na vida.
- Marco Guian como Heitor: Ele é um homem que, ao longo de sua trajetória, vai em busca de justiça. Ele se vê passado para trás e observa as pessoas ao seu redor, principalmente seu ex-sócio e rival, ascendendo de forma meteórica. Esta é a virada de chave que sua vida precisa para que ele faça o que for necessário para resgatar sua dignidade e mostrar a todos que, neste tabuleiro de xadrez, ele não medirá esforços para provar que não é um simples peão e tem informações primordiais que podem levá-lo ao posto de rei.
- Jorge Jeronymo como Brandão: É um delegado de polícia muito experiente, vai ter pela frente uma missão quase que impossível, onde terá que conviver com intrigas, suspense e paixões avassaladoras.
- Amanda Simão como Nicole: É policial com especialidade em Tecnologia da Informação. Transmite seriedade por ser extremamente profissional, focada e competente. Usa as dificuldades e traumas do passado para ser forte no presente. É observadora, não age por impulso e também não se abre com todo mundo; para ela, a confiança precisa ser construída com o tempo.
- Ricardo Conti como Jonh: É o único amigo em quem Christopher confia. Funcionário fiel, ele acompanha atento todas as movimentações na Enterprise. Está ao lado dele há anos, sempre disposto a ajudar, e vive pela empresa e pelos negócios.
- Anja Bittencourt como Eliza: Ela trabalha de forma discreta, porém atenta a cada movimentação na Mansão Collins. Com uma longa história de serviço na residência, ela é centrada e extremamente fiel a Maya Manoela.

## Episódios

### Resumo
| Temporada | Temporada | Episódios | Exibição original    | Exibição original   |
| Temporada | Temporada | Episódios | Estreia da temporada | Final da temporada  |
| --------- | --------- | --------- | -------------------- | ------------------- |
|           | 1         | 8         | 16 de maio de 2024   | 25 de julho de 2024 |

### 1ª Temporada
| N.º geral | N.º na temp. | Título         | Dirigido por                       | Lançamento          |
| --------- | ------------ | -------------- | ---------------------------------- | ------------------- |
| 1         | 1            | "Intocável"    | Natalie Smith e Priscilla Pugliese | 16 de maio de 2024  |
| 2         | 2            | "Competente"   | Natalie Smith e Priscilla Pugliese | 23 de maio de 2024  |
| 3         | 3            | "Covarde"      | Natalie Smith e Priscilla Pugliese | 30 de maio de 2024  |
| 4         | 4            | "Maldita"      | Natalie Smith e Priscilla Pugliese | 06 de junho de 2024 |
| 5         | 5            | "Inferno"      | Natalie Smith e Priscilla Pugliese | 04 de julho de 2024 |
| 6         | 6            | "Louca"        | Natalie Smith e Priscilla Pugliese | 11 de julho de 2024 |
| 7         | 7            | "Irresistível" | Natalie Smith e Priscilla Pugliese | 18 de julho de 2024 |
| 8         | 8            | "Rainha"       | Natalie Smith e Priscilla Pugliese | 25 de julho de 2024 |